# Escola Superior de les Forces Armades
L'Escola Superior de les Forces Armades (ESFAS), és el centre conjunt en el qual es formen els oficials dels Estats Majors de les tres branques de les Forces Armades d'Espanya (Exèrcit de Terra, Exèrcit de l'Aire i de l'Espai i Armada), de la Guàrdia Civil, l'Estat Major Conjunt i els destinats en organismes internacionals de seguretat i defensa amb participació espanyola. Aquesta escola està integrada en el Centre Superior d'Estudis de la Defensa Nacional (CESEDEN), que té la seu a la ciutat de Madrid. A l'ESFAS es duen a terme altres activitats docents com el Curs d'Habilitació per a l'Ascens a Oficial General, el de Formació Superior d'intel·ligència de les Forces Armades, es fa càrrec de la fase conjunta de la preparació per ascendir a comandant o capità de corbeta. Tots els anys rep alumnes de les escoles d'Estat Major de Alemanya, França, Itàlia i Regne Unit en virtut del programa d'intercanvi europeu Combined Joint European Exercise (CJEX) que s'uneixen als procedents altres països aliats (integrats o no en l'OTAN). També es realitzen i difonen recerques relacionades amb les matèries que afecten a les Forces Armades íntegrament o a les activitats conjuntes i combinades de la Defensa. La Prefectura de l'Escola Superior de les Forces Armades l'ostenta un oficial general que és assistit per un altre oficial general, coronel o capità de navili al capdavant de la Prefectura d'Estudis, i per una Secretaria d'Estudis.
Oberta en 1999, l'Escola Superior de les Forces Armades ha continuat l'activitat que havien desenvolupat fins llavors les escoles d'Estat Major de les diferents branques de les Forces Armades Espanyoles i el Centre Superior d'Estudis de la Defensa, inaugurat en 1964.